# Astropecten validispinosus
Astropecten validispinosus is een kamster uit de familie Astropectinidae.
De wetenschappelijke naam van de soort werd in 1982 gepubliceerd door Oguro.